# ベッリッツィ
ベッリッツィ（伊: Bellizzi）は、イタリア共和国カンパニア州サレルノ県にある、人口約14,000人の基礎自治体（コムーネ）。

## 地理

### 位置・広がり

#### 隣接コムーネ
隣接するコムーネは以下の通り。
- バッティパーリア
- モンテコルヴィーノ・プリアーノ
- モンテコルヴィーノ・ロヴェッラ
- ポンテカニャーノ・ファイアーノ

## 行政

### 分離集落
ベッリッツィには、以下の分離集落（フラツィオーネ）がある。
- Bivio San Vito, Fabbrica Nuova, Olmo